# أبو بكر بن محمد
أحمد بن محمد بن إسماعيل المهندس المصري. لم نقف له على ترجمة بل ذكره ابن الفرضي في تاريخ علماء الأندلس استطرادًا في ترجمة موسى بن نصير فيمن لقيه هو بمصر، فيكون على ذلك من مهندسي القرن الرابع لأن ابن الفرضي توفي سنة 400. وذكره أيضًا الضبى في بغية الملتمس في ترجمة ابن الفرضي فيمن لقيه ابن الفرضى بمصر وروى عنه، وأعاد ذكره في ترجمة عبد لله بن عبد الرحمن بن عثمان الصدفي، ونعته في الموضعين بلفظ المهندس، إلا أنه قال في ترجمة أحمد بن عبد لله المعروف بابن الباجي في سياق أخذه للحديث: «رحل متأخرًا للحج، فكتب بمصر عن أبي بكر أحمد بن محمد بن إسماعيل المعروف باسم المهندس»، ويستفاد من ذلك أنه كان محدثًا لا مهندسًا، وإنما لزمه هذا اللقب من أبيه أو أنه كان مهندسًا كأبيه مع اشتغاله بالحديث أيضًا. ثم رأيت في الصلة لابن بشكوال، في ترجمة عبد الرحمن بن محمد الصواف المصري، أن معاشه كان من التجارة، وأنه كان مفارضًا لأبي بكر بن إسماعيل المهندس، ومثله في تاريخ علماء الأندلس لابن الفرضيفي ترجمة محمد بن عبد لله المعافري القرطبي، فذكر أنه رحل إلى مصرسنة 381 ، ولقي بها أبا بكر بن إسماعيل البناء المهندس، وسمع منه وأجاز له. فأورداه هنا منسوبًا لجده، وكثيرًا ما يفعل المؤرخون ذلك. وزاد ابن الفرضي، أنه كان مهندسًا في البناء كما ترى، ولله أعلم، أهو المعنيُّ بذلك، أم أبوه، أم جده.